# Heteropogon waltlii
Heteropogon waltlii är en tvåvingeart som först beskrevs av Johann Wilhelm Meigen 1838.  Heteropogon waltlii ingår i släktet Heteropogon och familjen rovflugor. Inga underarter finns listade i Catalogue of Life.